# Kerlin Gallery
La Galeria Kerlin és una galeria d'art contemporani líder a Dublín. Representa molts artistes actuals.
Els artistes representats inclouen Phillip Allen, Barrie Cooke, Dorothy Cross, Felim Egan, Mark Francis, Maureen Gallace, David Godbold, Richard Gorman, Siobhan Hapaska, Jaki Irvine, Merlin James, Elizabeth Magill, Brian Maguire, William McKeown, Isabel Nolan, Kathy Prendergast, Norbert Schwontkowski, Paul Seawright, Sean Shanahan, Tony Swain and Paul Winstanley, així com els que han estat nominats al Premi Turner Sean Scully (1989, 1993), Willie Doherty (1994, 2003), Stephen McKenna (1986), Callum Innes (1995 també guanyador l'any 2022 del Premi Jerwood Painting) i Phil Collins (2006).
La galeria és una participant en la prestigiosa Fira d'Art Frieze (seleccionats per un jurat internacional).
Va ser fundada el 1988 a Grafton Street en el centre de Dublín amb 3.600 peus quadrats (330 m2) de superfície d'exposició en dues plantes.